# Topalu
Topalu (in turco Topal) è un comune della Romania di 1 831 abitanti, ubicato nel distretto di Costanza, nella regione storica della Dobrugia.
Il comune è formato dall'unione di 2 villaggi: Capidava e Topalu.